# Sammlung Metzler
Sammlung Metzler è una collana pubblicata dall'editore Metzler di Stoccarda. Il primo titolo (n. 1) ha visto la luce nel 1961, l'ultimo (n. 352) nel 2007. Le monografie che compongono la collana – tutte in lingua tedesca – sono guide introduttive ideate per rispondere alle esigenze dello studio e della didattica in ambito universitario: nel primo periodo di vita della collana i volumi affrontano argomenti che rientrano nell'ambito della germanistica; nel corso degli anni – con l'avvio da parte dell'editore di programmi specifici dedicati ad altre materie (filosofia, linguistica, comparatistica, romanistica, anglistica e americanistica) – anche i temi trattati nella collana si estendono a queste discipline. Per circa un terzo dei titoli la prima edizione è stata seguita da una o più edizioni aggiornate o corrette (rari i casi di nuove edizioni invariate); ancora dopo il 2007 si contano alcune nuove edizioni di titoli apparsi per la prima volta anche decenni prima.

## Elenco dei titoli
Legenda: SM=Sammlung Metzler; [A]=Autore; [T]=Titolo; DVjs=Deutsche Vierteljahrsschrift für Literaturwissenschaft und Geistesgeschichte
| SM          | Autore                                                                                | Titolo | Prima edizione | Edizioni successive                                         | Altre informazioni |
| ----------- | ------------------------------------------------------------------------------------- | --- | -------------- | ----------------------------------------------------------- | --- |
| 1           | Paul Raabe                                                                            | Einführung in die Bücherkunde zur deutschen Literaturwissenschaft | 1961           | 19612; 1962; 1964; 1966; 1969; 1971; 1975; 1980; 1984; 1994 | [A] 1980, 1984: Paul Raabe; unter Mitarbeit von Werner Arnold und Ingrid Hannich-Bode. |
| 2           | Karl Meisen                                                                           | Altdeutsche Grammatik. 1, Lautlehre | 1961           | 1968                                                        | |
| 3           | Karl Meisen                                                                           | Altdeutsche Grammatik. 2, Formenlehre | 1961           | 1968                                                        | |
| 4           | Reinhold Grimm                                                                        | Bertolt Brecht | 1961           | 1963; 1971                                                  | Una quarta edizione è annunciata in DVjs, 54 (1980), n. 2 ma non risulta pubblicata. |
| 5           | Hugo Moser                                                                            | Annalen der deutschen Sprache von den Anfängen bis zur Gegenwart | 1961           | 1963; 1968; 1972                                            | |
| 6           | Fritz Schlawe                                                                         | Literarische Zeitschriften. 1, 1885-1910 | 1961           | 1965                                                        | |
| 7           | Gottfried Weber, Werner Hoffmann                                                      | Heldendichtung. 2, Nibelungenlied | 1961           | 1964; 1968; 1974; 1982; 1992                                | [T] 1968, 1974: Nibelungenlied. [T/A] 1982, 1992: Das Nibelungenlied / Werner Hoffmann. |
| 8           | Herbert Meyer                                                                         | Eduard Mörike | 1961           | 1965; 1969                                                  | |
| 9           | Hellmut Rosenfeld                                                                     | Legende | 1961           | 1964; 1972; 1982                                            | |
| 10          | Herbert Singer                                                                        | Der galante Roman | 1961           | 1966                                                        | |
| 11          | Karl Philipp Moritz                                                                   | Die neue Cecilia | 1962           |                                                             | Faksimiledruck der Originalausgabe von 1794 / mit einem Nachwort von Hans Joachim Schrimpf. |
| 12          | Bert Nagel                                                                            | Meistersang | 1962           | 1971                                                        | |
| 13          | Georg Bangen; mit einem Geleitwort von Hans-Egon Hass                                 | Die schriftliche Form germanistischer Arbeiten: Empfehlungen für die Anlage und die äußere Gestaltung wissenschaftlicher Manuskripte unter besonderer Berücksichtigung der Titelangaben von Schrifttum | 1962           | 19622; 1964; 1966; 1968; 1971; 1975; 1981; 1990             | |
| 14          | Gerhard Eis                                                                           | Mittelalterliche Fachliteratur | 1962           | 1967                                                        | |
| 15          | Gottfried Weber, Werner Hoffmann                                                      | Gottfried von Strassburg | 1962           | 1965; 1968; 1973; 1981                                      | |
| 16          | Max Lüthi                                                                             | Märchen | 1962           | 1964; 1968; 1971; 1974; 1976; 1979; 1990; 1996; 2004        | [A] 1990, 1996, 2004: Max Lüthi; bearb. von Heinz Rölleke. |
| 17          | Peter Wapnewski                                                                       | Hartmann von Aue | 1962           | 1964; 1967; 1969; 1972; 1976; 1979                          | |
| 18          | Anni Meetz                                                                            | Friedrich Hebbel | 1962           | 1965; 1973                                                  | |
| 19          | Walter Johannes Schröder                                                              | Spielmannsepik | 1962           | 1967                                                        | |
| 20          | Lawrence John Ryan                                                                    | Friedrich Hölderlin | 1962           | 1967                                                        | |
| 21          | Paul Raabe                                                                            | Quellenkunde zur neueren deutschen Literaturgeschichte | 1962           | [Vedi 21a e 21b]                                            | |
| 21a = 73    | Paul Raabe                                                                            | Einführung in die Quellenkunde zur neueren deutschen Literaturgeschichte | 1966           | 1974                                                        | 1966: 2., umgearbeitete Auflage des darstellenden Teils der "Quellenkunde zur neueren deutschen Literaturgeschichte" [vedi n. 21]. |
| 21b = 74    | Paul Raabe                                                                            | Quellenrepertorium zur neueren deutschen Literaturgeschichte | 1966           | 1981                                                        | 1966: 2., umgearbeitete Auflage des quellenkundlichen Teils der "Quellenkunde zur neueren deutschen Literaturgeschichte" [vedi n. 21]. [A] 1981: Paul Raabe, Georg Ruppelt. |
| 22          | Theodor Wilhelm Danzel; neu herausgegeben von Hans Mayer                              | Zur Literatur und Philosophie der Goethezeit: gesammelte Aufsätze zur Literaturwissenschaft | 1962           |                                                             | |
| 23          | Friedrich Heinrich Jacobi                                                             | Eduard Allwills Papiere | 1962           |                                                             | Faksimiledruck der erweiterten Fassung von 1776 aus Chr. M. Wielands »Teutschem Merkur« / mit einem Nachwort von Heinz Nicolai. |
| 24          | Fritz Schlawe                                                                         | Literarische Zeitschriften. 2, 1910-1933 | 1962           | 1973                                                        | |
| 25          | Alfred Anger                                                                          | Literarisches Rokoko | 1962           | 1968                                                        | |
| 26          | Friedrich Wilhelm Wodtke                                                              | Gottfried Benn | 1962           | 1970                                                        | |
| 27          | Benno von Wiese                                                                       | Novelle | 1963           | 1964; 1967; 1969; 1971; 1975; 1978; 1982                    | |
| 28          | Elisabeth Frenzel                                                                     | Stoff-, Motiv- und Symbolforschung | 1963           | 1966; 1970; 1978                                            | |
| 29          | Erwin Rotermund                                                                       | Christian Hofmann von Hofmannswaldau | 1963           |                                                             | |
| 30          | Eberhard Galley                                                                       | Heinrich Heine | 1963           | 1967; 1971; 1976                                            | |
| 31          | Joachim Müller                                                                        | Franz Grillparzer | 1963           | 1966                                                        | |
| 32          | Roswitha Wisniewski                                                                   | Heldendichtung. 3, Kudrun | 1963           | 1969                                                        | [T] 1969: Kudrun. |
| 33          | Cornelis Soeteman                                                                     | Deutsche geistliche Dichtung des 11. und 12. Jahrhunderts | 1963           | 1971                                                        | |
| 34          | Ronald Taylor                                                                         | Die Melodien der weltlichen Lieder des Mittelalters. 1, Darstellungsband | 1964           |                                                             | |
| 35          | Ronald Taylor                                                                         | Die Melodien der weltlichen Lieder des Mittelalters. 2, Melodienband | 1964           |                                                             | |
| 36          | Joachim Bumke                                                                         | Wolfram von Eschenbach | 1964           | 1966; 1970; 1976; 1981; 1991; 1997; 2004                    | |
| 37          | Johann Jakob Engel                                                                    | Über Handlung, Gespräch und Erzählung | 1965           |                                                             | Faksimiledruck der ersten Fassung von 1774 aus der »Neuen Bibliothek der schönen Wissenschaften und der freyen Künste« / hrsg. und mit einem Nachwort versehen von Ernst Theodor Voss. |
| 38          | Karl Otto Brogsitter                                                                  | Artusepik | 1965           | 1971                                                        | |
| 39          | Christian Friedrich von Blankenburg                                                   | Versuch über den Roman | 1965           |                                                             | Faksimiledruck der Originalausgabe von 1774 / mit einem Nachwort von Eberhard Lämmert. |
| 40          | Kurt Herbert Halbach                                                                  | Walther von der Vogelweide | 1965           | 1968; 1973; 1983                                            | [A] 1983: Kurt Herbert Halbach; bearb. von Manfred Günter Scholz. |
| 41          | Jost Hermand                                                                          | Literaturwissenschaft und Kunstwissenschaft: methodische Wechselbeziehungen seit 1900 | 1965           | 1971                                                        | |
| 42          | Gabriele Schieb                                                                       | Henric van Veldeken = Heinrich von Veldeke | 1965           |                                                             | |
| 43          | Hans Glinz                                                                            | Deutsche Syntax | 1965           | 1967; 1970                                                  | |
| 44          | Bert Nagel                                                                            | Hrotsvit von Gandersheim | 1965           |                                                             | |
| 45          | Justus Lipsius                                                                        | Von der Bestendigkeit (De constantia) | 1965           |                                                             | Faksimiledruck der deutschen Übersetzung des Andreas Viritius nach der zweiten Auflage von c. 1601 mit den wichtigsten Lesarten der 1. Auflage von 1599 / herausgegeben von Leonard Forster. |
| 46          | Wolfgang Hecht                                                                        | Christian Reuter | 1966           |                                                             | |
| 47          | Horst Steinmetz                                                                       | Die Komödie der Aufklärung | 1966           | 1971; 1978                                                  | |
| 48          | Elfriede Stutz                                                                        | Gotische Literaturdenkmäler | 1966           |                                                             | |
| 49          | Johann Daniel Salzmann                                                                | Kurze Abhandlungen über einige wichtige Gegenstände aus der Religions- und Sittenlehre | 1966           |                                                             | Faksimiledruck der Ausgabe von 1776 / mit einem Nachwort von Albert Fuchs. |
| 50          | Helmut Koopmann                                                                       | Friedrich Schiller. 1, 1759-1794 | 1966           | 1977                                                        | |
| 51          | Helmut Koopmann                                                                       | Friedrich Schiller. 2, 1794-1805 | 1966           | 1977                                                        | |
| 52          | Wolfgang Suppan                                                                       | Volkslied: seine Sammlung und Erforschung | 1966           | 1978                                                        | |
| 53          | Mathilde Hain                                                                         | Rätsel | 1966           |                                                             | |
| 54          | Pierre Daniel Huet                                                                    | Traité de l'origine des romans | 1966           |                                                             | Faksimiledrucke nach der Erstausgabe von 1670 und der Happelschen Übersetzung von 1682 / mit einem Nachwort von Hans Hinterhäuser. |
| 55          | Lutz Röhrich                                                                          | Sage | 1966           | 1971                                                        | |
| 56          | Eckehard Catholy                                                                      | Fastnachtspiel | 1966           |                                                             | |
| 57          | Christoph Siegrist                                                                    | Albrecht von Haller | 1967           |                                                             | In DVjs, 40 (1966), n. 3 è annunciato il seguente titolo con il n. 57: Die Literatur der Gegenwart in Mitteldeutschland / Hans Peter Anderle [non risulta pubblicato]. |
| 58          | Manfred Durzak                                                                        | Hermann Broch | 1967           |                                                             | |
| 59          | Alfred Behrmann                                                                       | Einführung in die Analyse von Prosatexten | 1967           | 1968; 1971; 1975; 1982                                      | |
| 60          | Karl Fehr                                                                             | Jeremias Gotthelf (Albert Bitzius) | 1967           | 1985                                                        | |
| 61          | Carl Ignaz Geiger                                                                     | Reise eines Erdbewohners in den Mars | 1967           |                                                             | Faksimiledruck der Ausgabe von 1790 / mit einem Nachwort von Jost Hermand. |
| 62          | Peter Pütz                                                                            | Friedrich Nietzsche | 1967           | 1975                                                        | |
| 63          | Renate Böschenstein-Schäfer                                                           | Idylle | 1967           | 1977                                                        | |
| 64          | Werner Hoffmann                                                                       | Altdeutsche Metrik | 1967           | 1981                                                        | |
| 65          | Karl Siegfried Guthke, Heinrich Schneider                                             | Gotthold Ephraim Lessing | 1967           | 1973; 1979                                                  | [A] 1973, 1979: Karl Siegfried Guthke. |
| 66          | Erwin Leibfried                                                                       | Fabel | 1967           | 1973; 1976; 1982                                            | |
| 67          | Klaus von See                                                                         | Germanische Verskunst | 1967           |                                                             | |
| 68          | Dieter Kimpel                                                                         | Der Roman der Aufklärung | 1967           | 1977                                                        | [T] 1977: Der Roman der Aufklärung (1670-1774). |
| 69          | Karl Philipp Moritz                                                                   | Andreas Hartknopf: eine Allegorie, 1786; Andreas Hartknopfs Predigerjahre, 1790; Fragmente aus dem Tagebuche eines Geistersehers, 1787                                                                 | 1968           |                                                             | Faksimiledruck der Originalausgaben / herausgegeben und mit einem Nachwort versehen von Hans Joachim Schrimpf. |
| 70          | Friedrich Schlegel                                                                    | Gespräch über die Poesie | 1968           |                                                             | Mit einem Nachwort von Hans Eichner. |
| 71          | Hermann Helmers                                                                       | Wilhelm Raabe | 1968           | 1978                                                        | |
| 72          | Klaus Düwel                                                                           | Runenkunde | 1968           | 1983; 2001; 2008                                            | |
| 73 vedi 21a |                                                                                       | |                |                                                             | |
| 74 vedi 21b |                                                                                       | |                |                                                             | |
| 75          | Sigfrid Hoefert                                                                       | Das Drama des Naturalismus | 1968           | 1973; 1979; 1993                                            | |
| 76          | Eberhard Mannack                                                                      | Andreas Gryphius | 1968           | 1986                                                        | |
| 77          | Erich Straßner                                                                        | Schwank | 1968           | 1978                                                        | |
| 78          | Kurt Schier                                                                           | Sagaliteratur | 1970           |                                                             | |
| 79          | Ingeborg Weber-Kellermann                                                             | Deutsche Volkskunde zwischen Germanistik und Sozialwissenschaften | 1969           | 1985; 2003                                                  | [T/A] 1985: Einführung in die Volkskunde, europäische Ethnologie: eine Wissenschaftsgeschichte / Ingeborg Weber-Kellermann, Andreas C. Bimmer. [T/A] 2003: Einführung in die Volkskunde, europäische Ethnologie: eine Wissenschaftsgeschichte / Ingeborg Weber-Kellermann, Andreas C. Bimmer, Siegfried Becker. |
| 80          | Rolf Max Kully                                                                        | Johann Peter Hebel | 1969           |                                                             | |
| 81          | Dominik Jost                                                                          | Literarischer Jugendstil | 1969           | 1980                                                        | |
| 82          | Oskar Reichmann                                                                       | Deutsche Wortforschung | 1969           | 1976                                                        | [T] 1976: Germanistische Lexikologie. |
| 83          | Gerhard Haas                                                                          | Essay | 1969           |                                                             | |
| 84          | Hermann Boeschenstein                                                                 | Gottfried Keller | 1969           | 1977                                                        | |
| 85          | Peter Boerner                                                                         | Tagebuch | 1969           |                                                             | |
| 86          | Bo Sjölin                                                                             | Einführung in das Friesische | 1969           |                                                             | |
| 87          | Hans Jörg Sandkühler                                                                  | Friedrich Wilhelm Joseph Schelling | 1970           |                                                             | |
| 88          | Martin Opitz                                                                          | Jugendschriften vor 1619 | 1970           |                                                             | Faksimileausgabe des Janus Gruter gewidmeten Sammelbandes mit den handschriftlichen Ergänzungen und Berichtigungen des Verfassers / herausgegeben von Jörg-Ulrich Fechner. |
| 89          | Alfred Behrmann                                                                       | Einführung in die Analyse von Verstexten | 1970           | 1974                                                        | |
| 90          | Michael Winkler                                                                       | Stefan George | 1970           |                                                             | |
| 91          | Uwe Schweikert                                                                        | Jean Paul | 1970           |                                                             | |
| 92          | Jürgen Hein                                                                           | Ferdinand Raimund | 1970           |                                                             | |
| 93          | Ilse-Marie Barth                                                                      | Literarisches Weimar: Kultur, Literatur, Sozialstruktur im 16.-20. Jahrhundert | 1971           |                                                             | |
| 94          | Barbara Könneker                                                                      | Hans Sachs | 1971           |                                                             | |
| 95          | Cornelius Sommer                                                                      | Christoph Martin Wieland | 1971           |                                                             | |
| 96          | Ferdinand van Ingen                                                                   | Philipp von Zesen | 1970           |                                                             | |
| 97          | Bernhard Asmuth                                                                       | Daniel Casper von Lohenstein | 1971           |                                                             | |
| 98          | Jochen Schulte-Sasse                                                                  | Literarische Wertung | 1971           | 1976                                                        | |
| 99          | Günther Weydt                                                                         | Hans Jacob Christoffel von Grimmelshausen | 1971           | 1979                                                        | |
| 100         | Ludwig Denecke                                                                        | Jacob Grimm und sein Bruder Wilhelm | 1971           |                                                             | |
| 101         | Heinz Grothe                                                                          | Anekdote | 1971           | 1984                                                        | |
| 102         | Karl Fehr                                                                             | Conrad Ferdinand Meyer | 1971           | 1980                                                        | |
| 103         | Bernhard Sowinski                                                                     | Lehrhafte Dichtung des Mittelalters | 1971           |                                                             | |
| 104         | Georg Heike                                                                           | Phonologie | 1972           | 1982                                                        | |
| 105         | Matthias Prangel                                                                      | Alfred Döblin | 1973           | 1987                                                        | |
| 106         | Heiko Uecker                                                                          | Germanische Heldensage | 1972           |                                                             | |
| 107         | Sigfrid Hoefert                                                                       | Gerhart Hauptmann | 1974           | 1982                                                        | |
| 108         | Otmar Werner                                                                          | Phonemik des Deutschen | 1972           |                                                             | |
| 109         | Karl F. Otto                                                                          | Die Sprachgesellschaften des 17. Jahrhunderts | 1972           |                                                             | |
| 110         | Michael Winkler                                                                       | George-Kreis | 1972           |                                                             | |
| 111 vol. 1  |                                                                                       | Orendel (Der graue Rock). Prosafassung | 1972           |                                                             | Faksimileausgabe der Vers- und der Prosafassung nach den Drucken von 1512 / herausgegeben und mit einem Vorwort versehen von Ludwig Denecke. |
| 111 vol. 2  |                                                                                       | Orendel (Der graue Rock). Versfassung | 1972           |                                                             | Faksimileausgabe der Vers- und der Prosafassung nach den Drucken von 1512 / herausgegeben und mit einem Vorwort versehen von Ludwig Denecke. |
| 112         | Fritz Schlawe                                                                         | Neudeutsche Metrik | 1972           |                                                             | |
| 113         | Wolfgang Bender                                                                       | Johann Jakob Bodmer und Johann Jakob Breitinger | 1973           |                                                             | |
| 114         | Charlotte Jolles                                                                      | Theodor Fontane | 1972           | 1976; 1983; 1993                                            | |
| 115         | Lore Barbara Foltin                                                                   | Franz Werfel | 1972           |                                                             | |
| 116         | Karl Siegfried Guthke                                                                 | Das deutsche bürgerliche Trauerspiel | 1972           | 1976; 1980; 1984; 1994; 2006                                | |
| 117         | Horst Nägele                                                                          | J. P. Jacobsen | 1973           |                                                             | |
| 118         | Herausgegeben von Friedrich Schiller                                                  | Anthologie auf das Jahr 1782 | 1973           |                                                             | Faksimiledruck der bei Johann Benedict Metzler in Stuttgart anonym erschienenen ersten Auflage / mit einem Nachwort und Anmerkungen herausgegeben von Katharina Mommsen. |
| 119         | Gerhart Hoffmeister                                                                   | Petrarkistische Lyrik | 1973           |                                                             | |
| 120         | Ernst Soudek                                                                          | Meister Eckhart | 1973           |                                                             | |
| 121         | Paul Hocks, Peter Schmidt                                                             | Literarische und politische Zeitschriften : 1789-1805 : von der politischen Revolution zur Literaturrevolution                                                                                         | 1975           |                                                             | |
| 122         | Hartmut Vinçon                                                                        | Theodor Storm | 1973           |                                                             | |
| 123         | Herwig Buntz                                                                          | Die deutsche Alexanderdichtung des Mittelalters | 1973           |                                                             | |
| 124         | Christa Saas                                                                          | Georg Trakl | 1974           |                                                             | |
| 125         | Marylin [!] Torbruegge                                                                | Johann Christoph Gottsched |                |                                                             | Annunciato in DVjs, 47 (1973), n. 3 e in DVjs, 49 (1975), n. 1 ma non risulta pubblicato. |
| 126         | Friedrich Gottlieb Klopstock                                                          | Klopstocks Oden und Elegien | 1974           |                                                             | Faksimiledruck der bei Johann Georg Wittich in Darmstadt 1771 erschienenen Ausgabe / mit einem Nachwort und Anmerkungen herausgegeben von Jörg-Ulrich Fechner. |
| 127         | Wolfgang Biesterfeld                                                                  | Die literarische Utopie | 1974           | 1982                                                        | |
| 128         | Volker Meid                                                                           | Der deutsche Barockroman | 1974           |                                                             | |
| 129         | Janet K. King                                                                         | Literarische Zeitschriften : 1945-1970 | 1974           |                                                             | |
| 130         | Leander Petzoldt                                                                      | Bänkelsang : vom historischen Bänkelsang zum literarischen Chanson | 1974           |                                                             | |
| 131         | Jens Malte Fischer                                                                    | Karl Kraus | 1974           |                                                             | |
| 132         | Peter Stein                                                                           | Epochenproblem Vormärz (1815-1848) | 1974           |                                                             | |
| 133         | Hans-Albrecht Koch                                                                    | Das deutsche Singspiel | 1974           |                                                             | |
| 134         | Heinz C. Christiansen                                                                 | Fritz Reuter | 1975           |                                                             | |
| 135         | Dieter Kartschoke                                                                     | Altdeutsche Bibeldichtung | 1975           |                                                             | |
| 136         | Rudolf Koester                                                                        | Hermann Hesse | 1975           |                                                             | |
| 137         | Petzoldt                                                                              | Quellen und Dokumente zum Bänkelsang |                |                                                             | Compare nell'elenco alla fine di alcuni volumi (per esempio SM 155) ma non risulta pubblicato. |
| 138         | Ludwig Dietz                                                                          | Franz Kafka | 1975           | 1990                                                        | |
| 139         |                                                                                       | |                |                                                             | Non risulta pubblicato. |
| 140         | John Sidney Groseclose, Brian O. Murdoch                                              | Die althochdeutschen poetischen Denkmäler | 1976           |                                                             | |
| 141         | Winfried Franzen                                                                      | Martin Heidegger | 1976           |                                                             | |
| 142         | Uwe-Karsten Ketelsen                                                                  | Völkisch-nationale und nationalsozialistische Literatur in Deutschland: 1890-1945 | 1976           |                                                             | |
| 143         | Sven-Aage Jørgensen                                                                   | Johann Georg Hamann | 1976           |                                                             | |
| 144         | Jürgen Schutte                                                                        | Lyrik des deutschen Naturalismus (1885-1893) | 1976           |                                                             | |
| 145         | Jürgen Hein                                                                           | Dorfgeschichte | 1976           |                                                             | |
| 146         | Ronald Daus                                                                           | Zola und der französische Naturalismus | 1976           |                                                             | |
| 147         | Ronald Daus                                                                           | Das Theater des Absurden in Frankreich | 1977           |                                                             | |
| 148         | Jürgen Grimm, Frank-Rutger Hausmann, Christoph Miething                               | Einführung in die französische Literaturwissenschaft | 1976           | 1984; 1987; 1997                                            | |
| 149         | Martin H. Ludwig                                                                      | Arbeiterliteratur in Deutschland | 1976           |                                                             | |
| 150         | Inge Stephan                                                                          | Literarischer Jakobinismus in Deutschland (1789-1806) | 1976           |                                                             | |
| 151         | Edward R. Haymes                                                                      | Das mündliche Epos : eine Einführung in die »Oral-Poetry« Forschung | 1977           |                                                             | |
| 152         | Helmuth Widhammer                                                                     | Die Literaturtheorie des deutschen Realismus (1848-1860) | 1977           |                                                             | |
| 153         | Ronald Schneider                                                                      | Annette von Droste-Hülshoff | 1977           | 1995                                                        | |
| 154         | Lutz Röhrich, Wolfgang Mieder                                                         | Sprichwort | 1977           |                                                             | |
| 155         | Jens Tismar                                                                           | Kunstmärchen | 1977           | 1983; 1997; 2003                                            | [A] 1997, 2003: Mathias Mayer, Jens Tismar. |
| 156         | Gerhard Steiner                                                                       | Georg Forster | 1977           |                                                             | |
| 157         | Hugo Aust                                                                             | Literatur des Realismus | 1977           | 1981; 2000                                                  | |
| 158         | Walter Fähnders                                                                       | Proletarisch-revolutionäre Literatur der Weimarer Republik | 1977           |                                                             | |
| 159         | Gerhard Peter Knapp                                                                   | Georg Büchner | 1977           | 1984; 2000                                                  | |
| 160         | Hermann Wiegmann                                                                      | Geschichte der Poetik: ein Abriss | 1977           |                                                             | |
| 161         | Peter Brockmeier                                                                      | François Villon | 1977           |                                                             | |
| 162         | Hermann H. Wetzel                                                                     | Die romanische Novelle bis Cervantes | 1977           |                                                             | |
| 163         | Walter Pape                                                                           | Wilhelm Busch | 1977           |                                                             | |
| 164         | Christian Siegel                                                                      | Die Reportage | 1978           |                                                             | |
| 165         | Helmut Dinse, Solomon Liptzin                                                         | Einführung in die jiddische Literatur | 1978           |                                                             | |
| 166         | Gerhard Köpf                                                                          | Märendichtung | 1978           |                                                             | Data sul frontespizio: 1968. |
| 167         | Robert Peter Ebert                                                                    | Historische Syntax des Deutschen | 1978           |                                                             | |
| 168         | Eckhard Bernstein                                                                     | Die Literatur des deutschen Frühhumanismus | 1978           |                                                             | |
| 169         | Erwin Leibfried, Josef M. Werle                                                       | Texte zur Theorie der Fabel | 1978           |                                                             | |
| 170         | Gerhart Hoffmeister                                                                   | Deutsche und europäische Romantik | 1978           | 1990                                                        | |
| 171         | Klaus Peter                                                                           | Friedrich Schlegel | 1978           |                                                             | |
| 172         | Stefan Bodo Würffel                                                                   | Das deutsche Hörspiel | 1978           |                                                             | |
| 173         | Jürgen H. Petersen                                                                    | Max Frisch | 1978           | 1989; 2002                                                  | |
| 174         | Jürgen Wilke                                                                          | Literarische Zeitschriften des 18. Jahrhunderts (1688-1789). Teil 1, Grundlegung | 1978           |                                                             | |
| 175         | Jürgen Wilke                                                                          | Literarische Zeitschriften des 18. Jahrhunderts (1688-1789). Teil 2, Repertorium | 1978           |                                                             | |
| 176         | Frank-Rutger Hausmann                                                                 | François Rabelais | 1979           |                                                             | |
| 177         | Hans-Jürgen Schlütter; mit Beiträgen von Raimund Borgmeier und Heinz Willi Wittschier | Sonett | 1979           |                                                             | |
| 178         | Fritz Paul                                                                            | August Strindberg | 1979           |                                                             | |
| 179         | Volker Neuhaus                                                                        | Günter Grass | 1979           | 1993; 2010                                                  | |
| 180         | Dagmar Barnouw                                                                        | Elias Canetti | 1979           |                                                             | |
| 181         | Friedhelm Kröll                                                                       | Gruppe 47 | 1979           |                                                             | |
| 182         | Christoph Helferich                                                                   | Georg Wilhelm Friedrich Hegel | 1979           |                                                             | |
| 183         | Hannes Schwenger                                                                      | Literaturproduktion : zwischen Selbstverwirklichung und Vergesellschaftung | 1979           |                                                             | |
| 184         | Dietrich Naumann                                                                      | Literaturtheorie und Geschichtsphilosophie. Teil 1, Aufklärung, Romantik, Idealismus | 1979           |                                                             | |
| 185         | Roger Paulin                                                                          | Ludwig Tieck | 1987           |                                                             | |
| 186         | Ursula Naumann                                                                        | Adalbert Stifter | 1979           |                                                             | |
| 187         | Hans-Ludwig Ollig                                                                     | Der Neukantianismus | 1979           |                                                             | |
| 188         | Bernhard Asmuth                                                                       | Einführung in die Dramenanalyse | 1980           | 1984; 1990; 1994; 1997; 2004; 2009                          | [T] 2004: Dramenanalyse. |
| 189         | Jürgen Haupt                                                                          | Heinrich Mann | 1980           |                                                             | |
| 190         | Peter V. Zima                                                                         | Textsoziologie: eine kritische Einführung | 1980           |                                                             | |
| 191         | Peter Nusser                                                                          | Der Kriminalroman | 1980           | 1992; 2003; 2009                                            | |
| 192         | Gottfried Weißert                                                                     | Ballade | 1980           | 1993                                                        | |
| 193         | Herbert Wolf                                                                          | Martin Luther: eine Einführung in germanistische Luther-Studien | 1980           |                                                             | |
| 194         | Walter Reese                                                                          | Literarische Rezeption | 1980           |                                                             | |
| 195         | Hans Joachim Schrimpf                                                                 | Karl Philipp Moritz | 1980           |                                                             | |
| 196         | Gerhard Peter Knapp                                                                   | Friedrich Dürrenmatt | 1980           | 1993                                                        | |
| 197         | Genia Schulz                                                                          | Heiner Müller | 1980           |                                                             | |
| 198         | Klaus Dieter Pilz                                                                     | Phraseologie: Redensartenforschung | 1981           |                                                             | |
| 199         | Holger Siegel                                                                         | Sowjetische Literaturtheorie (1917-1940): von der historisch-materialistischen zur marxistisch-leninistischen Literaturtheorie                                                                         | 1981           |                                                             | |
| 200         | Winfried Freund                                                                       | Die literarische Parodie | 1981           |                                                             | |
| 201         | Wolfgang Kaempfer                                                                     | Ernst Jünger | 1981           |                                                             | |
| 202         | Kurt Bayertz                                                                          | Wissenschaftstheorie und Paradigmabegriff | 1981           |                                                             | |
| 203         | Hermann Korte                                                                         | Georg Heym | 1982           |                                                             | |
| 204         | Liliane Weissberg                                                                     | Edgar Allan Poe | 1991           |                                                             | |
| 205         | Roswitha Wisniewski                                                                   | Mittelalterliche Dietrichdichtung | 1986           |                                                             | |
| 206         | Friedmar Apel                                                                         | Literarische Übersetzung | 1983           | 2003                                                        | [A] 2003: Friedmar Apel, Annette Kopetzki. |
| 207         | Volker Wehdeking                                                                      | Alfred Andersch | 1983           |                                                             | |
| 208         | Harald Fricke                                                                         | Aphorismus | 1984           |                                                             | |
| 209         | Robert J. Alexander                                                                   | Das deutsche Barockdrama | 1984           |                                                             | |
| 210         | Wilhelm Krull                                                                         | Prosa des Expressionismus | 1984           |                                                             | |
| 211         | Volkmar Hansen                                                                        | Thomas Mann | 1984           |                                                             | |
| 212         | Jürgen Grimm                                                                          | Molière | 1984           | 2002                                                        | |
| 213         | Helene M. Kastinger Riley                                                             | Clemens Brentano | 1985           |                                                             | |
| 214         | Rolf Selbmann                                                                         | Der deutsche Bildungsroman | 1984           | 1994                                                        | |
| 215         | Stephan Wackwitz                                                                      | Friedrich Hölderlin | 1985           | 1997                                                        | [A] 1997: Stephan Wackwitz; bearbeitet von Lioba Waleczek. |
| 216         | Leonie Marx                                                                           | Die deutsche Kurzgeschichte | 1985           | 1997; 2005                                                  | |
| 217         | Jürgen Schutte                                                                        | Einführung in die Literaturinterpretation | 1985           | 1990; 1993; 1997; 2005                                      | |
| 218         | Rolf Günter Renner                                                                    | Peter Handke | 1985           |                                                             | |
| 219         | Peter Rolf Lutzeier                                                                   | Linguistische Semantik | 1985           |                                                             | |
| 220         | Ulrich Gmünder                                                                        | Kritische Theorie: Horkheimer, Adorno, Marcuse, Habermas | 1985           |                                                             | |
| 221         | Ernst Kretschmer                                                                      | Christian Morgenstern | 1985           |                                                             | |
| 222         | Burghart Schmidt                                                                      | Ernst Bloch | 1985           |                                                             | |
| 223         | Frank Dietschreit, Barbara Heinze-Dietschreit                                         | Hans Magnus Enzensberger | 1986           |                                                             | |
| 224         | Sonja Hilzinger                                                                       | Christa Wolf | 1986           |                                                             | |
| 225         | Sibylle Obenaus                                                                       | Literarische und politische Zeitschriften : 1830-1848 | 1986           |                                                             | |
| 226         | Hans-Joachim Schulz                                                                   | Science fiction | 1986           |                                                             | |
| 227         | Volker Meid                                                                           | Barocklyrik | 1986           | 2008                                                        | |
| 228         | Monica [!] Bosse                                                                      | Madame de Staël |                |                                                             | Annunciato in DVjs, 60 (1986), n. 3. Presente nell'elenco alla fine di alcuni volumi (per esempio SM 227) ma non risulta pubblicato. |
| 229         | Sibylle Obenaus                                                                       | Literarische und politische Zeitschriften: 1848-1880 | 1987           |                                                             | |
| 230         | Hartmut Vinçon                                                                        | Frank Wedekind | 1987           |                                                             | |
| 231         | Martin Lowsky                                                                         | Karl May | 1987           |                                                             | |
| 232         | Brian Barton                                                                          | Das Dokumentartheater | 1987           |                                                             | |
| 233         | Hans-Gerd Winter                                                                      | J. M. R. Lenz | 1987           | 2000                                                        | [T] 2000: Jakob Michael Reinhold Lenz. |
| 234         | Gerhart Hoffmeister                                                                   | Deutsche und europäische Barockliteratur | 1987           |                                                             | |
| 235         | Joachim Paech                                                                         | Literatur und Film | 1988           | 1997                                                        | |
| 236         | Reiner Marx                                                                           | Rainer Maria Rilke |                |                                                             | Annunciato in DVjs, 61 (1987), n. 1 e n. 3. Presente nell'elenco alla fine di alcuni volumi (per esempio SM 237) ma non risulta pubblicato. |
| 237         | Birgit Mayer                                                                          | Eduard Mörike | 1987           |                                                             | |
| 238         | Angela Huß-Michel                                                                     | Literarische und politische Zeitschriften des Exils : 1933 - 1945 | 1987           |                                                             | |
| 239         | Michaela L. Perlmann                                                                  | Arthur Schnitzler | 1987           |                                                             | |
| 240         | Thomas Wichmann                                                                       | Heinrich von Kleist | 1988           |                                                             | |
| 241         | Dennis F. Mahoney                                                                     | Der Roman der Goethezeit (1774-1829) | 1988           |                                                             | |
| 242         | Kurt Bartsch                                                                          | Ingeborg Bachmann | 1988           | 1997                                                        | |
| 243         | Gerhard R. Kaiser                                                                     | E. T. A. Hoffmann | 1988           |                                                             | |
| 244         | Günther Schweikle                                                                     | Minnesang | 1989           | 1995                                                        | |
| 245         | Frank Dietschreit                                                                     | Lion Feuchtwanger | 1988           |                                                             | |
| 246         | Terry Eagleton                                                                        | Einführung in die Literaturtheorie | 1988           | 1992; 1994; 1997; 2012                                      | Aus dem Englischen von Elfie Bettinger und Elke Hentschel. |
| 247         | Roy C. Cowen                                                                          | Das deutsche Drama im 19. Jahrhundert | 1988           |                                                             | |
| 248         | Peter Hess                                                                            | Epigramm | 1989           |                                                             | |
| 249         | Carola L. Gottzmann                                                                   | Artusdichtung | 1989           |                                                             | |
| 250         | Hermann Korte                                                                         | Geschichte der deutschen Lyrik seit 1945 | 1989           |                                                             | |
| 251         | Werner Jung                                                                           | Georg Lukács | 1989           |                                                             | |
| 252         | Helmut Glück, Wolfgang Werner Sauer                                                   | Gegenwartsdeutsch | 1990           | 1997                                                        | |
| 253         | Günther Schweikle                                                                     | Neidhart | 1990           |                                                             | |
| 254         | Sibylle Späth                                                                         | Rolf Dieter Brinkmann | 1989           |                                                             | |
| 255         | Konstanze Bäumer, Hartwig Schultz                                                     | Bettina von Arnim | 1995           |                                                             | |
| 256         | Hugo Aust                                                                             | Novelle | 1990           | 1995; 1999; 2006; 2012                                      | |
| 257         | Thomas Schmitz                                                                        | Das Volksstück | 1990           |                                                             | |
| 258         | Jürgen Hein                                                                           | Johann Nestroy | 1990           |                                                             | |
| 259         | Walter Schönau                                                                        | Einführung in die psychoanalytische Literaturwissenschaft | 1991           | 2003                                                        | [A] 2003: Walter Schönau, Joachim Pfeiffer. |
| 260         | Reinhard M. G. Nickisch                                                               | Brief | 1991           |                                                             | |
| 261         | Jeffrey L. Sammons                                                                    | Heinrich Heine | 1991           |                                                             | |
| 262         | Peter Nusser                                                                          | Trivialliteratur | 1991           |                                                             | |
| 263         | Bernhard Sowinski                                                                     | Stilistik : Stiltheorien und Stilanalysen | 1991           | 1999                                                        | |
| 264         | Wiebrecht Ries                                                                        | Karl Löwith | 1992           |                                                             | |
| 265         | Wolfgang H. Pleger                                                                    | Die Vorsokratiker | 1991           |                                                             | |
| 266         | Detlef Horster; mit einer Bibliographie von René Görtzen                              | Jürgen Habermas | 1991           |                                                             | |
| 267         | Kai Buchheister, Daniel Steuer                                                        | Ludwig Wittgenstein | 1992           |                                                             | |
| 268         | Gianni Vattimo                                                                        | Nietzsche : eine Einführung | 1992           |                                                             | Aus dem Italienischen übersetzt von Klaus Laermann. |
| 269         | Schöttker                                                                             | Walter Benjamin |                |                                                             | Presente nell'elenco alla fine di alcuni volumi (per esempio SM 235) ma non risulta pubblicato. |
| 270         | Horst Heidtmann                                                                       | Kindermedien | 1992           |                                                             | |
| 271         | Georg Scherer                                                                         | Philosophie des Mittelalters | 1993           |                                                             | |
| 272         | Bernhard Sowinski                                                                     | Heinrich Böll | 1993           |                                                             | |
| 273         | Mathias Mayer                                                                         | Hugo von Hofmannsthal | 1993           |                                                             | |
| 274         | Siebenhaar                                                                            | Drama des Expressionismus |                |                                                             | Presente nell'elenco alla fine di alcuni volumi (per esempio SM 273) ma non risulta pubblicato. |
| 275         | Andreas Schrade                                                                       | Anna Seghers | 1993           |                                                             | |
| 276         | Thomas Gil                                                                            | Ethik | 1993           |                                                             | |
| 277         | Knut Hickethier                                                                       | Film- und Fernsehanalyse | 1993           | 1996; 2001                                                  | |
| 278         | Hugo Aust                                                                             | Der historische Roman | 1994           |                                                             | |
| 279         |                                                                                       | |                |                                                             | Non risulta pubblicato. |
| 280         | Dietmar Rösler                                                                        | Deutsch als Fremdsprache | 1994           |                                                             | |
| 281         | Hans-Herbert Kögler                                                                   | Michel Foucault | 1994           | 2004                                                        | |
| 282         | Matthias Bauer                                                                        | Der Schelmenroman | 1994           |                                                             | |
| 283         | Clemens Ottmers                                                                       | Rhetorik | 1996           | 2007                                                        | [A] 2007: Clemens Ottmers; überarbeitet von Fabian Klotz. |
| 284         | Dieter Burdorf                                                                        | Einführung in die Gedichtanalyse | 1995           | 1997                                                        | |
| 285         | Lena Lindhoff                                                                         | Einführung in die feministische Literaturtheorie | 1995           | 2003                                                        | |
| 286         | Marlies Janz                                                                          | Elfriede Jelinek | 1995           |                                                             | |
| 287         | Hartmut Eggert, Christine Garbe                                                       | Literarische Sozialisation | 1995           | 2003                                                        | |
| 288         | Benedikt Jeßing                                                                       | Johann Wolfgang Goethe | 1995           |                                                             | |
| 289         | Matthias Luserke                                                                      | Robert Musil | 1995           |                                                             | |
| 290         | Dagmar Lorenz                                                                         | Wiener Moderne | 1995           | 2007                                                        | |
| 291         | Manfred Mittermayer                                                                   | Thomas Bernhard | 1995           |                                                             | |
| 292         |                                                                                       | |                |                                                             | Non risulta pubblicato. |
| 293         | Helmut Tervooren                                                                      | Sangspruchdichtung | 1995           | 2001                                                        | |
| 294         | Ladislaus Löb                                                                         | Christian Dietrich Grabbe | 1996           |                                                             | |
| 295         | Klaus Schaefer                                                                        | Christoph Martin Wieland | 1996           |                                                             | |
| 296         | Brigitta Coenen-Mennemeier                                                            | Nouveau Roman | 1996           |                                                             | |
| 297         | Wolfgang Albrecht                                                                     | Gotthold Ephraim Lessing | 1997           |                                                             | |
| 298         | Detlef Kremer                                                                         | Prosa der Romantik | 1997           |                                                             | |
| 299         | Gerald A. Fetz                                                                        | Martin Walser | 1997           |                                                             | |
| 300         | Manfred Kammer                                                                        | Bit um Bit: wissenschaftliche Arbeiten mit dem PC | 1997           |                                                             | |
| 301         | Gerhart Hoffmeister                                                                   | Petrarca | 1997           |                                                             | |
| 302         | Barbara Korte, Klaus Peter Müller, Josef Schmied                                      | Einführung in die Anglistik | 1997           |                                                             | |
| 303         | Thomas Seibert                                                                        | Existenzphilosophie | 1997           |                                                             | |
| 304         | Regina Fasold                                                                         | Theodor Storm | 1997           |                                                             | |
| 305         | Matthias Bauer                                                                        | Romantheorie | 1997           |                                                             | |
| 306         | Uwe Dethloff                                                                          | Französischer Realismus | 1997           |                                                             | |
| 307         | Achim Stein                                                                           | Einführung in die französische Sprachwissenschaft | 1998           | 2005                                                        | |
| 308         | Norbert Retlich                                                                       | Literatur für das Philosophiestudium | 1998           |                                                             | |
| 309         |                                                                                       | |                |                                                             | Non risulta pubblicato. |
| 310         | Günter Berg, Wolfgang Jeske                                                           | Bertolt Brecht | 1998           |                                                             | |
| 311         | Hans Jörg Sandkühler (Hrsg.); mit Beiträge von Christian Danz … [et al.]              | F. W. J. Schelling | 1998           |                                                             | |
| 312         | Wolfgang Albrecht                                                                     | Arno Schmidt | 1998           |                                                             | |
| 313         | Gerd Fritz                                                                            | Historische Semantik | 1998           | 2006                                                        | |
| 314         | Klaus Wiegerling                                                                      | Medienethik | 1998           |                                                             | |
| 315         | Hans-Jürgen Lüsebrink                                                                 | Einführung in die Landeskunde Frankreichs: Wirtschaft, Gesellschaft, Staat, Kultur, Mentalitäten | 2000           | 2003                                                        | |
| 316         | Manfred Günter Scholz                                                                 | Walther von der Vogelweide | 1999           | 2005                                                        | |
| 317         | Elisabeth K. Paefgen                                                                  | Einführung in die Literaturdidaktik | 1999           | 2006                                                        | |
| 318         | Ulrich Prill                                                                          | Dante | 1999           |                                                             | |
| 319         |                                                                                       | |                |                                                             | Non risulta pubblicato. |
| 320         | Heike Gfrereis (Hrsg.)                                                                | Grundbegriffe der Literaturwissenschaft | 1999           |                                                             | |
| 321         | Gisela Klann-Delius                                                                   | Spracherwerb | 1999           | 2008                                                        | |
| 322         | Stefan Münker, Alexander Roesler                                                      | Poststrukturalismus | 2000           | 2012                                                        | |
| 323         | Martina Wagner-Egelhaaf                                                               | Autobiographie | 2000           | 2005                                                        | |
| 324         | Johanna Bossinade                                                                     | Poststrukturalistische Literaturtheorie | 2000           |                                                             | |
| 325         | Katrin Kohl                                                                           | Friedrich Gottlieb Klopstock | 2000           |                                                             | |
| 326         | Kurt Bartsch                                                                          | Ödön von Horváth | 2000           |                                                             | |
| 327         | Christoph Strosetzki                                                                  | Calderón | 2001           |                                                             | |
| 328         | Friedmann Harzer                                                                      | Ovid | 2002           |                                                             | |
| 329         | Thomas Anz                                                                            | Literatur des Expressionismus | 2002           | 2010                                                        | |
| 330         | Götz-Lothar Darsow                                                                    | Friedrich Schiller | 2000           |                                                             | |
| 331         | Christian Schärf                                                                      | Der Roman im 20. Jahrhundert | 2001           |                                                             | |
| 332         | Peter Brockmeier                                                                      | Samuel Beckett | 2001           |                                                             | |
| 333         | Steffen Martus                                                                        | Ernst Jünger | 2001           |                                                             | |
| 334         | Gerhard Arlt                                                                          | Philosophische Anthropologie | 2001           |                                                             | |
| 335         | Hartmut Stenzel; mit Beiträgen von Wilfried Floeck und Herbert Fritz                  | Einführung in die spanische Literaturwissenschaft | 2001           |                                                             | |
| 336         | Dennis F. Mahoney                                                                     | Friedrich von Hardenberg (Novalis) | 2001           |                                                             | |
| 337         | Dagmar Lorenz                                                                         | Journalismus | 2002           | 2009                                                        | |
| 338         | Wolfgang Albrecht                                                                     | Literaturkritik | 2001           |                                                             | |
| 339         |                                                                                       | |                |                                                             | Non risulta pubblicato. |
| 340         | Peter Stein                                                                           | Heinrich Mann | 2002           |                                                             | |
| 341         | Peter Nitschke                                                                        | Politische Philosophie | 2002           |                                                             | |
| 342         | Rainer Dietrich                                                                       | Psycholinguistik | 2002           | 2007                                                        | |
| 343         |                                                                                       | |                |                                                             | Non risulta pubblicato. |
| 344         | Vera Nünning und Ansgar Nünning (Hrsg.); unter Mitarb. von Nadyne Stritzke            | Erzähltextanalyse und Gender Studies | 2004           |                                                             | |
| 345         | Peter Prechtl (Hrsg.); mit einer Einleitung von Ansgar Beckermann                     | Grundbegriffe der analytischen Philosophie | 2004           |                                                             | |
| 346         |                                                                                       | |                |                                                             | Non risulta pubblicato. |
| 347         | Ansgar Nünning (Hrsg.)                                                                | Grundbegriffe der Literaturtheorie | 2004           |                                                             | |
| 348         |                                                                                       | |                |                                                             | Non risulta pubblicato. |
| 349         | Gisela Klann-Delius                                                                   | Sprache und Geschlecht: eine Einführung | 2005           |                                                             | |
| 350         | Uwe Steiner                                                                           | Walter Benjamin | 2004           |                                                             | |
| 351         | Ansgar Nünning (Hrsg.)                                                                | Grundbegriffe der Kulturtheorie und Kulturwissenschaften | 2005           |                                                             | |
| 352         | Katrin Kohl                                                                           | Metapher | 2007           |                                                             | |